# Suhoi Su-31
Suhoi Su-31 este un avion de acrobație cu un singur motor care este foarte popular la spectacolele aeriene.

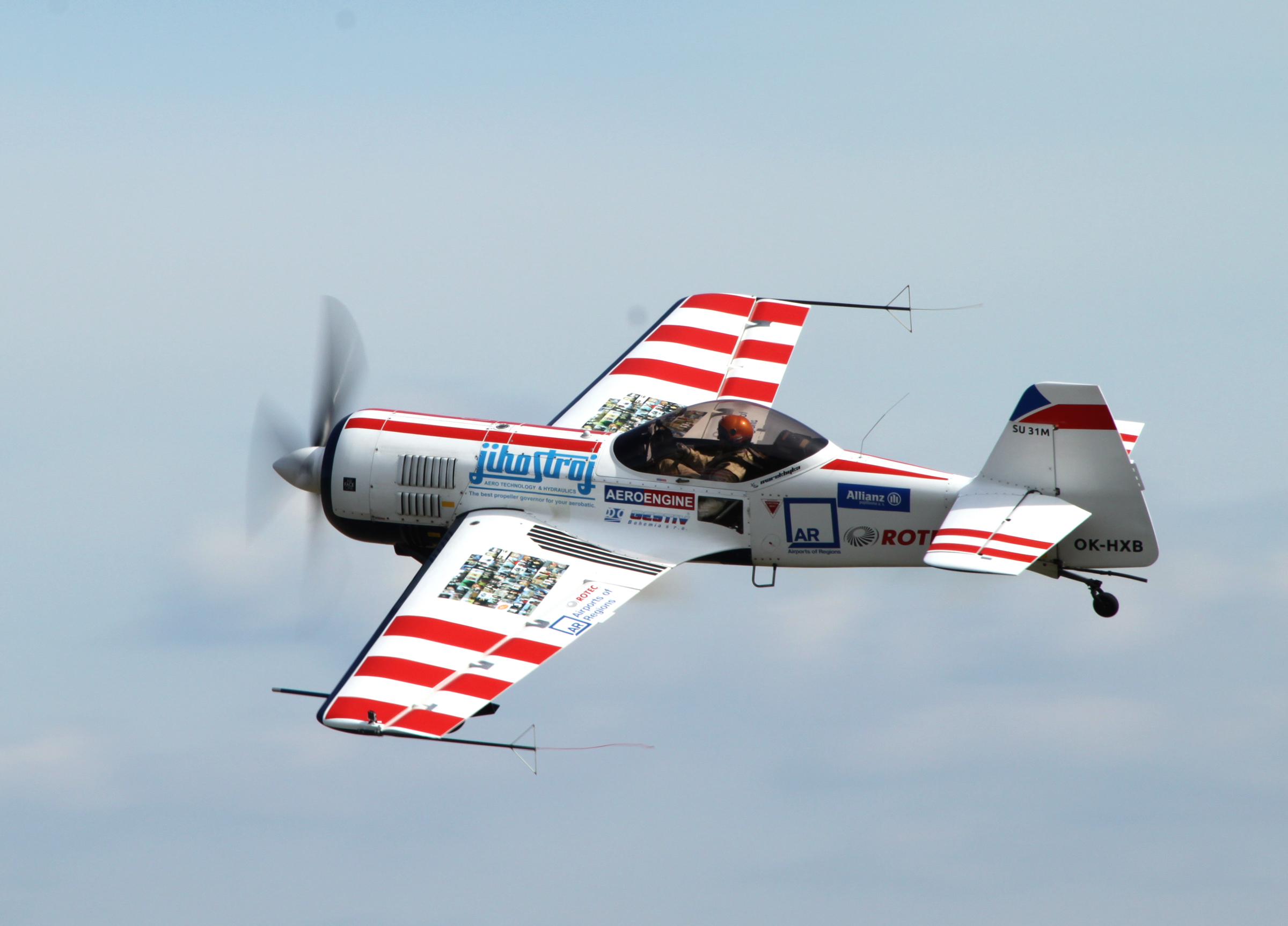
CIAF 2015, Czech Republic

Avionul Suhoi Su-31 este cel mai agil și puternic avion de acrobație în producție astăzi. Acest avion cu un singur loc are cea mai înaltă rație putere-spre-greutate a oricărui avion cu motor cu piston, dându-i avionului Su-31 linia verticală susținută de-a dreptul incredibilă.